# Antwoord (lied)
Antwoord is een lied van de Algerijns-Franse rapper Boef. Het werd in 2018 als single uitgebracht.

## Achtergrond
Antwoord is geschreven door Sofiane Boussaadia en Julien Willemsen en geproduceerd door Jack $hirak. Het is een lied uit het genre nederhop. Het lied is gemaakt als reactie op de commotie die was ontstaan nadat de rapper vrouwonvriendelijke opmerkingen had gemaakt. In het lied toont de artiest al rappend zijn berouw over zijn uitspraken, maar reageert hij ook op hoe de media met hem omging en hem cancelde. Hij beëindigt zijn lied met de uitspraak dat hij vrouwen en mannen als gelijken ziet. De single heeft in Nederland de platina status.

## Hitnoteringen
De rapper had succes met het lied in de hitlijsten van het Nederlands taalgebied. Het piekte op de eerste plaats van de Single Top 100 en stond één week op deze positie. In totaal stond het veertien weken in deze lijst. In de Vlaamse Ultratop 50 stond het drie weken genoteerd, waarin het kwam tot de 25e plaats. De Nederlandse Top 40 werd niet bereikt; hier kwam het tot de eerste plaats van de Tipparade.